# Twisted Timbers
Twisted Timbers in Kings Dominion (Doswell, Virginia, USA) ist eine Hybrid-Stahlachterbahn vom Modell IBox Track des Herstellers Rocky Mountain Construction, die am 24. März 2018 eröffnet wurde.
Die 1024,4 m lange Strecke erreicht eine Höhe von 33,8 m und besitzt neben einer übergeneigten Kurve drei Inversionen: einen 33,2 m hohen Barrel Roll Downdrop, einen Cutback und eine Zero-g-Roll.

## Züge
Twisted Timbers besitzt Züge mit jeweils sechs Wagen. In jedem Wagen können vier Personen (zwei Reihen à zwei Personen) Platz nehmen.